# Elecciones generales de Curazao de 2021
Las elecciones generales de Curazao 2021 tuvieron lugar el 19 de marzo, dos días después de las elecciones generales de los Países Bajos.

## Sistema electoral

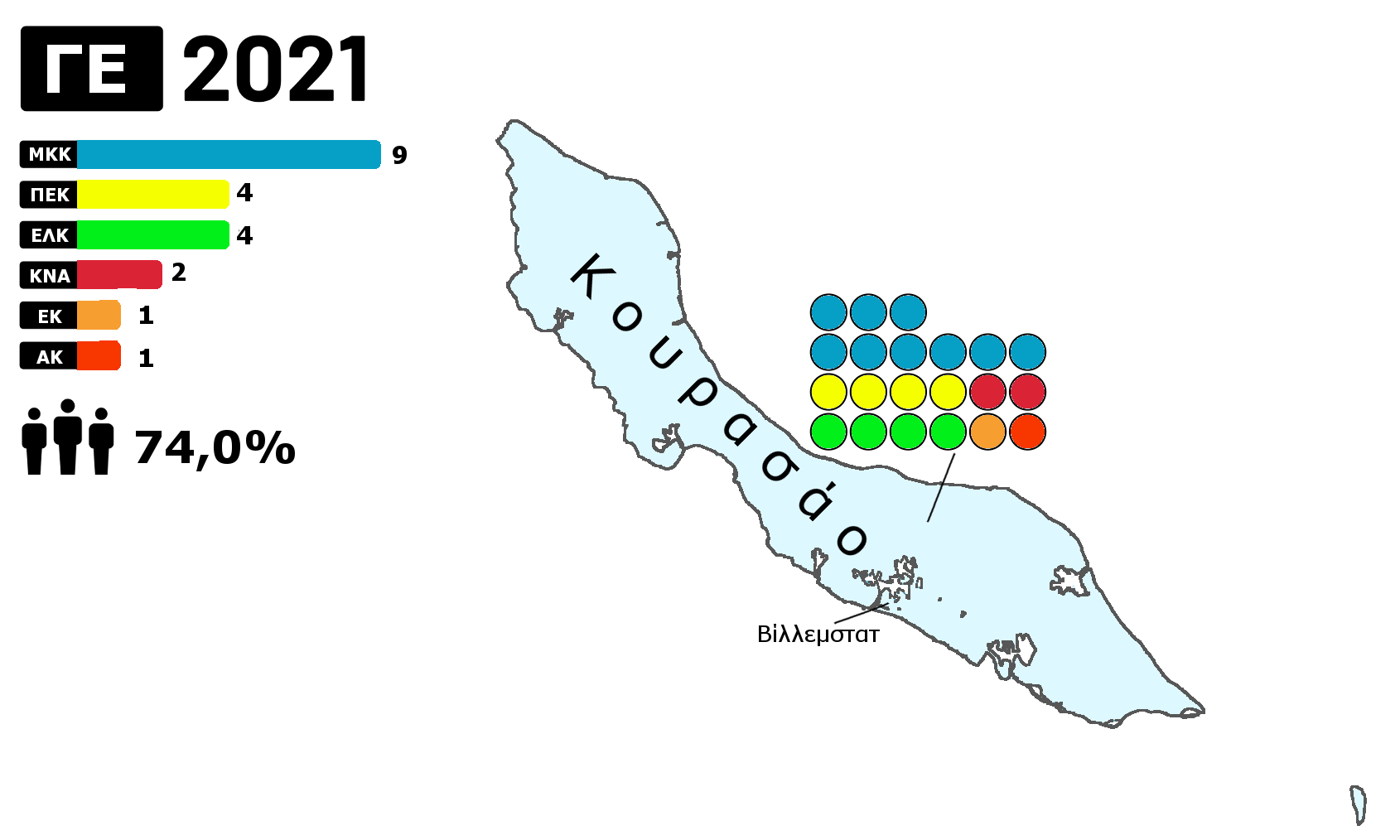
Representación gráfica de los resultados de las elecciones electorales de Curasao 2021.

Los 21 miembros del Parlamento son elegidos por representación proporcional. A los partidos que obtuvieron al menos un escaño en las elecciones de 2017 se les permitió participar automáticamente. Se llevó a cabo una elección primaria para determinar qué partidos no parlamentarios podían postularse en las generales. En las primarias, estos partidos debían ganar el equivalente al 1% de los votos emitidos en las elecciones generales anteriores para poder participar.
- Datos: Q105395021